# Bernardino da Portogruaro
Bernardino da Portogruaro (in latino Bernardinus a Portu Romatino), al secolo Giuseppe dal Vago (Portogruaro, 15 gennaio 1822 – Quaracchi, 7 maggio 1895) è stato un francescano e arcivescovo cattolico italiano.

## Biografia
Nato nel 1822 entrò nel convento francescano di San Michele in Isola di Venezia nel 1839; dal 1855 fu ministro provinciale dei frati Minori riformati del Veneto, mentre nel 1862 fu nominato definitore generale dell'Ordine minoritico e così si trasferì a Roma.
Vista l'impossibilità di convocare un capitolo generale, fu nominato ministro generale da Pio IX il 14 marzo 1869 e papa Leone XIII lo confermò tale nel 1881. Nel 1889 diede le dimissioni. Quale ministro generale dell'Ordine dei frati minori fondò il Collegio Sant'Antonio al Laterano, incentivò l'edizione critica delle opere di san Bonaventura da Bagnoregio, sostenne la diffusione dei collegi serafici, promosse l'azione missionaria soprattutto in Cina, dove inviò Antonino Fantosati, collaborò alla fondazione di congregazione di suore aiutando le fondatrici come Barbara Micarelli e Maria della Passione.
Il 13 settembre 1892 fu nominato arcivescovo titolare di Sardica da papa Leone XIII; ricevette la consacrazione episcopale dal cardinale Lucido Maria Parocchi il successivo 18 settembre nella basilica di Sant'Antonio da Padova all'Esquilino in Roma.
Morì il 7 maggio 1895 presso il Collegio San Bonaventura di Quaracchi e vi fu sepolto, fino a quando la salma fu traslata il 13 giugno 1961 presso la chiesa delle Stimmate di San Francesco del Deserto di Venezia.

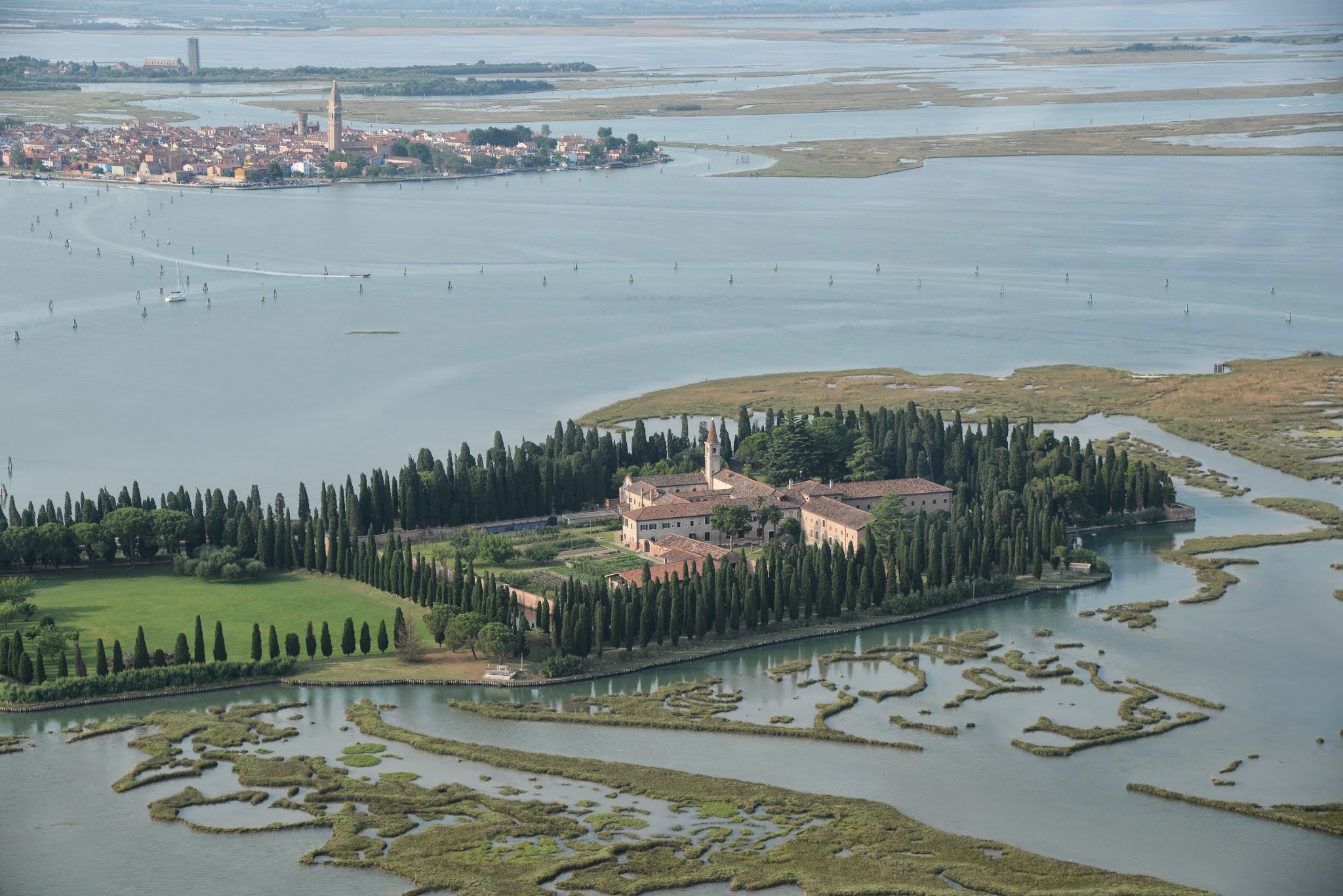
San Francesco del Deserto (Venezia)

Nel 1951 è stato aperto il processo di beatificazione. Il 3 luglio 2008 papa Benedetto XVI ha autorizzato la Congregazione delle cause dei santi a promulgare il decreto riguardante le sue virtù eroiche.

## Genealogia episcopale
La genealogia episcopale è:
- Cardinale Scipione Rebiba
- Cardinale Giulio Antonio Santori
- Cardinale Girolamo Bernerio, O.P.
- Arcivescovo Galeazzo Sanvitale
- Cardinale Ludovico Ludovisi
- Cardinale Luigi Caetani
- Cardinale Ulderico Carpegna
- Cardinale Paluzzo Paluzzi Altieri degli Albertoni
- Papa Benedetto XIII
- Papa Benedetto XIV
- Papa Clemente XIII
- Cardinale Marcantonio Colonna
- Cardinale Giacinto Sigismondo Gerdil, B.
- Cardinale Giulio Maria della Somaglia
- Cardinale Carlo Odescalchi, S.I.
- Cardinale Costantino Patrizi Naro
- Cardinale Lucido Maria Parocchi
- Arcivescovo Bernardino da Portogruaro, O.F.M.